# Гировці
Гировці або Гирівці (словац. Girovce) — село в Словаччині, Врановському окрузі Пряшівського краю. Розташоване в східній частині Словаччини в південній частині Низьких Бескидів в долині Ольки на схід від водосховища Велика Домаша.
Уперше згадується у 1408 році.
У селі є греко-католицька церква в стилі бароко (близько 1700 року).

## Населення
| Рік:            | 1993 | 2003     | 2013     | 2023     |
| --------------- | ---- | -------- | -------- | -------- |
| Кількість осіб: | 86   | 76       | 64       | 51       |
| Різниця:        |      | -11,62 % | -15,78 % | -20,31 % |

| Рік:            | 2022 | 2023    |
| --------------- | ---- | ------- |
| Кількість осіб: | 54   | 51      |
| Різниця:        |      | -5,55 % |

У селі проживає 68 осіб.
Національний склад населення (за даними перепису 2001 року):
- словаки — 98,65 %.

Склад населення за приналежністю до релігії станом на 2001 рік:
- римо-католики — 83,78 %,
- греко-католики — 16,22 %.